# اقتصاد آلمان
آلمان بزرگ‌ترین اقتصاد اروپا و جایگاه سوم تولید ناخالص داخلی و پنجمین تولید ناخالص داخلی (برابری قدرت خرید) را در جهان دارد. آلمان از بنیان‌گذاران اتحادیه اروپا و حوزه یورو است. جایگاه اقتصادی این کشور در جهان بعد از انقلاب صنعتی و هم‌زمان با تشکیل آن مطرح شد و تا به امروز از آن به عنوان یک کشور پیشرو و نوآور و همچنین سرمایه‌گذار در پروژه‌های تحقیقاتی نام برده می‌شود. اقتصاد آلمان از نظام اقتصاد بازار اجتماعی پیروی می‌کند.
در سال ۲۰۱۴ این کشور رکورد بیشترین مازاد تجاری جهان را به ارزش ۲۸۵ میلیارد دلار ثبت کرد. آلمان همچنین در سال ۲۰۱۴ با صادراتی معادل ۱٫۱۳ تریلیون یورو (۱٫۲۸ تریلیون دلار) سومین صادرکنندهٔ بزرگ در دنیا از لحاظ کالا و خدمات بوده است. ۷۰٪ تولید ناخالص داخلی آلمان به بخش خدمات، ۲۹٫۱٪ درصد به صنعت و ۰٫۹٪ به کشاورزی اختصاص دارد. صادرات این کشور ۴۱٪ از تولید ملی را شامل می‌شوند. ده محصول اول صادراتی آلمان خودرو، ماشین‌آلات، محصولات شیمیایی، محصولات الکترونیک، تجهیزات الکتریکی، مواد دارویی، تجهیزات ترابری، فلزات، محصولات خوراکی و پلاستیک هستند. ۵۰٪ انرژی آلمان از سوزاندن زغال‌سنگ یا سوخت‌های فسیلی بدست می‌آید. انرژی هسته‌ای، گاز، انرژی باد، سوخت‌های بیو، انرژی خورشیدی و نیروگاه‌های آبی در مرتبه‌های بعدی قرار دارند. آلمان نخستین کشور صنعتی است که متعهد به جایگزین کردن انرژی‌های تجدیدپذیر با سوخت‌های فسیلی برای تأمین انرژی مورد نیاز خود شد. هم‌اکنون ۲۷٪ نیروی برق مصرفی در آلمان از انرژی‌های تجدیدپذیر تولید می‌شود.
۹۹٪ شرکت‌های آلمانی، شرکت‌های با اندازهٔ کوچک و متوسط هستند که عمدتاً به صورت خانوادگی اداره می‌شوند. در میان ۵۰۰ ابرشرکت بزرگ جهان از لحاظ درآمد، دفتر مرکزی ۵۳ شرکت در آلمان قرار دارد که از میان آن‌ها می‌توان از فولکس‌واگن، آلیانتس، دایملر، ب‌ام‌و، زیمنس، ب‌آاس‌اف، میونیک ره، ا.آن، بایر آگ و اروه‌ئه نام برد.
آلمان همچنین میزبان بزرگ‌ترین نمایشگاه‌های جهان است و دو سوم نمایشگاه‌های معتبر جهان در این کشور برگزار می‌شوند. بزرگ‌ترین نمایشگاه‌های سالانه و کنگره‌های اقتصادی در این کشور در شهرهایی همانند هانوفر، مونیخ، فرانکفورت و برلین برگزار می‌شوند.
آلمان تنها کشور در بین پنج صادرکننده بزرگ اسلحه در جهان است که عضو دائمی شورای امنیت سازمان ملل نیست.
در آلمان بیشتر افراد شاغل (۷۳٫۵۳ درصد) در بخش خدمات از جمله در ترابری، هتل‌ها و رستوران‌ها، خدمات اجتماعی و بهداشت و درمان، مسکن و بخش مالی به کار گرفته شده‌اند. بخش تولید ۲۴٫۴ درصد از نیروی کار را در خود دارد که در حوزه‌هایی نظیر شیلات، کشاورزی و جنگلداری مشغول هستند. نرخ بیکاری در این کشور در فوریه ۲۰۱۴ برابر ۵٫۱ درصد بود.

## تاریخ

### دورهٔ صنعتی شدن
انقلاب صنعتی در آلمان حدود یک سده پس از بریتانیا، فرانسه و بلژیک اتفاق افتاد، زیرا آلمان تا اواخر سده نوزدهم به صورت یک کشور واحد در نیامده بود.

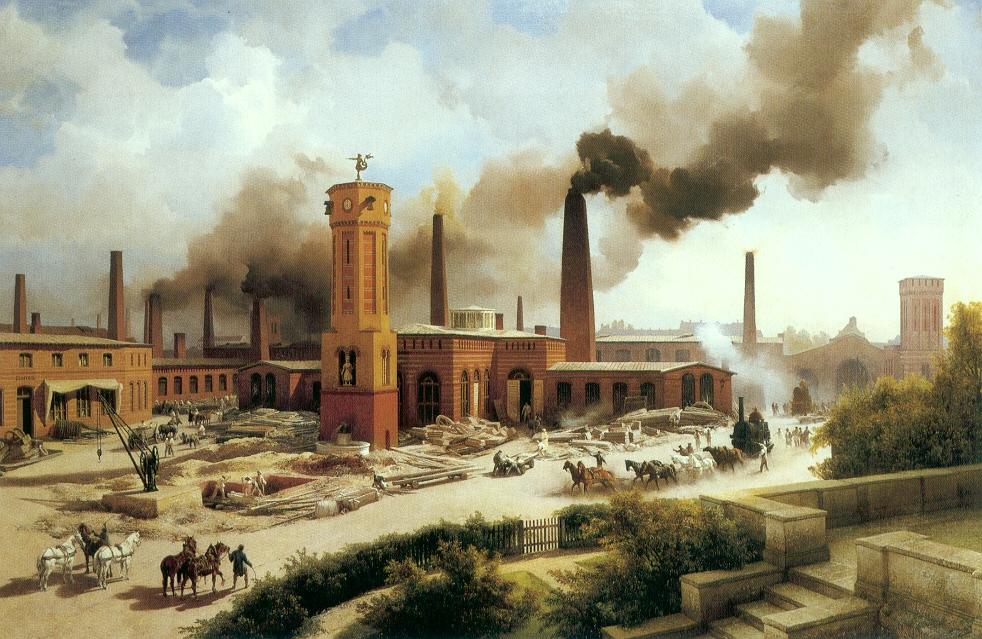
یک کارخانه تولید قطار در سال ۱۸۴۷.

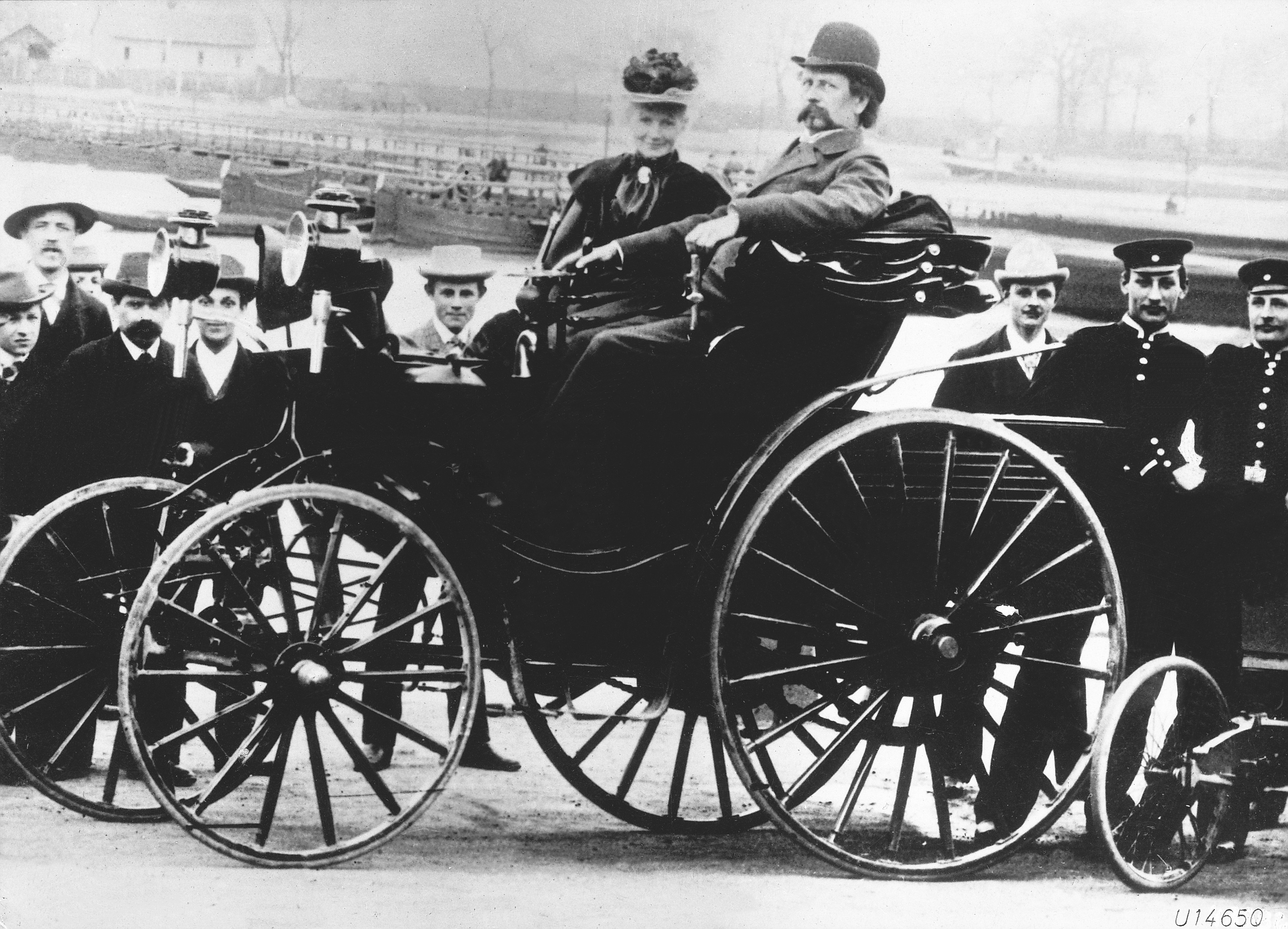
اختراع خودرو. کارل بنز به همراه همسرش در یک بنز ویکتوریا مدل ۱۸۹۴.

تشکیل اتحادیهٔ گمرکی آلمان و گسترش شبکه راه‌آهن در سراسر کشور، اصلی‌ترین محرک‌های انقلاب صنعتی و اتحاد سیاسی در این کشور بودند. در سال ۱۸۳۴ تعرفه‌های تجاری بین ایالات آلمان حذف شدند. در سال ۱۸۳۵ نخستین خط راه‌آهن بین شهرهای درسدن و لایپزیگ در ایالت ساکسونی راه‌اندازی شد.
تجربه استفاده از قطار در این خط چنان موفقیت‌آمیز بود که به گسترش سریع خطوط راه‌آهن در سراسر آلمان انجامید. بین سال‌های ۱۸۴۵ تا ۱۸۷۰ حدود ۵۰۰۰ مایل خط راه‌آهن در آلمان ساخته شد. نخستین لوکوموتیو ساخت این کشور در سال ۱۸۵۰ تولید شد. کمی بعد سایر ایالت‌های آلمان به اتحادیه گمرکی پیوستند و خطوط راه‌آهن را نیز گسترش دادند. دیری نگذشت که قطار به همه نقاط آلمان رسید.
برقراری مقررات تجارت آزاد و وجود ترابری ریلی به توسعه سریع اقتصاد انجامید، بازار را برای محصولات داخلی پررونق ساخت، به رشد فعالیت مدیران میان‌رده کمک کرد، تقاضا برای استخدام مهندسین و معماران و کارگران را افزایش داد و سرمایه‌گذاران را به تجارت زغال‌سنگ و آهن ترغیب کرد. عامل دیگر پیشرفت اقتصاد آلمان، یکسان شدن سیستم پولی بود که با اتحاد سیاسی در این کشور حاصل شد. مارک آلمان در سال ۱۸۷۱ با پشتوانه طلا وارد سیستم پولی شد. با اینحال مارک آلمان تا سال ۱۹۰۷ چندان استفاده‌ای نداشت. چون تا آن سال همچنان سکه‌های نقره در داد و ستد مورد استفاده قرار می‌گرفتند.

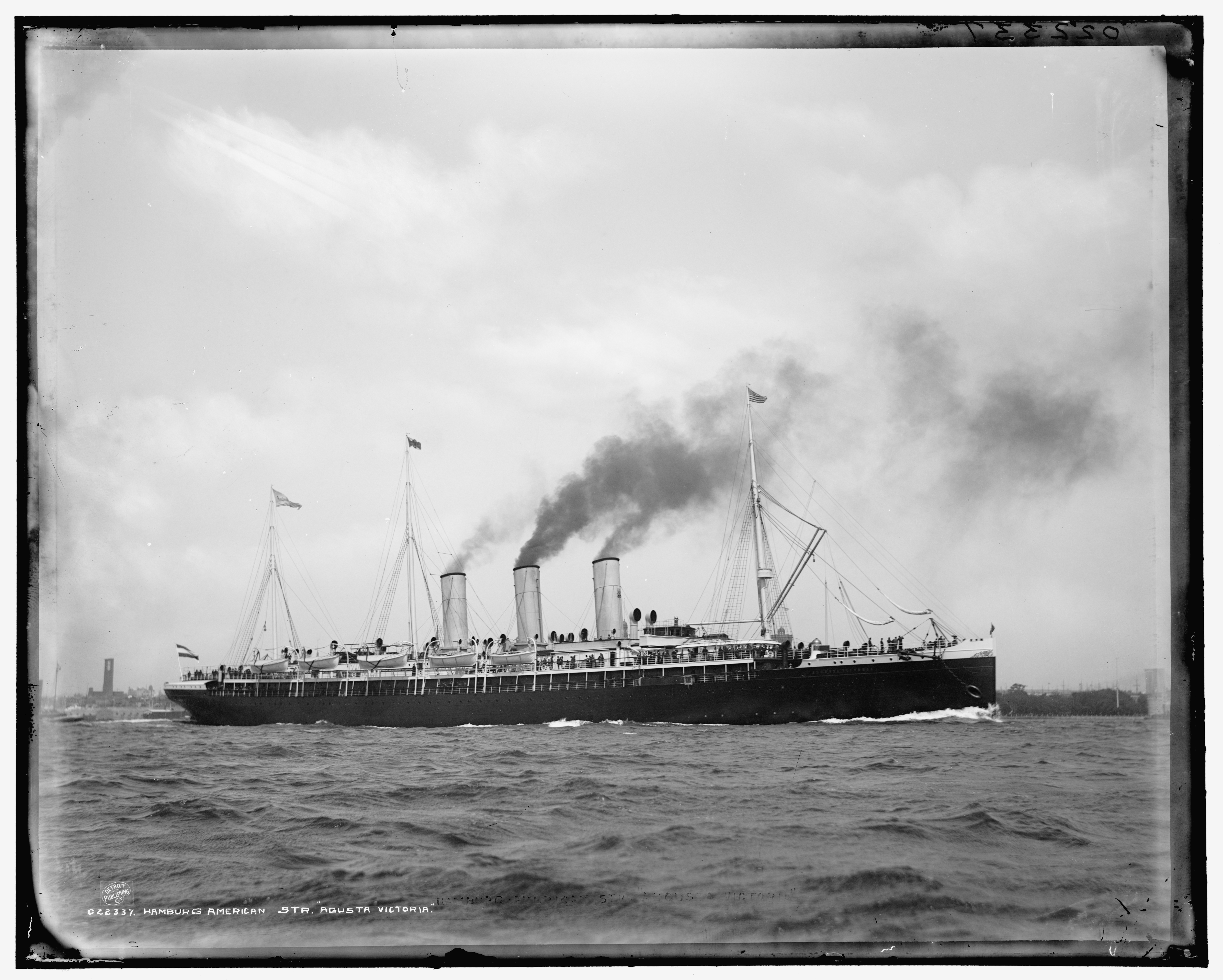
کشتی مسافرتی ساخت آلمان در سال ۱۸۹۰.

پیروزی پروس بر ناپلئون سوم نقطه پایانی بر استیلای در اروپا بود و به تشکیل امپراتوری آلمان در ۱۸۷۱ انجامید. بین سال‌های ۱۸۸۱ تا ۱۸۸۹ صدراعظم اتو فون بیسمارک قوانینی وضع کرد که بر طبق آن شرایط کاری بهبود می‌یافت و به افراد بیمه اجتماعی تعلق می‌گرفت. او نخستین دولت رفاه در جهان را پایه‌گذاری کرد. آلمان در زمان نخستین کشوری بود که برنامه‌های تأمین اجتماعی از قبیل بهداشت و درمان، تحصیلات اجباری، بیمه درمانی، بیمه تصادفات، بیمه معلولیت و سیستم بازنشستگی را به اجرا درآورد. نظام آموزشی آلمان هنگامی به بار نشست که کمی پس از آن آلمان با ۹۹٪ بالاترین نرخ باسوادی در جهان را داشت و به افزایش شمار مهندسین، پزشکان، شیمی‌دان‌ها، مدیران موفق و کشاورزان ماهر انجامید.
آلمان در سال ۱۹۰۰ از آمریکا و بریتانیا در تولید فولاد پیشی گرفت. توسعه اقتصادی آلمان همچنین با افزایش جمعیت بی‌سابقه از ۳۵ میلیون نفر در سال ۱۸۵۰ به ۶۷ میلیون نفر در سال ۱۹۱۳ رسیده بود. بین سال‌های ۱۸۹۵ تا ۱۹۰۷ تعداد افراد شاغل در صنعت ماشین‌سازی از نیم میلیون نفر به بیش از یک میلیون نفر رسیده بود. در سال ۱۹۱۰ فقط ۴۰٪ مردم در روستاها زندگی می‌کردند که کاهشی ۶۷ درصدی نسبت به آغاز امپراتوری در چهل سال پیش از آنرا نشان می‌داد. در سال ۱۹۱۳ حدود ۶۰٪ تولید ناخالص ملی در بخش صنعت قرار داشت. صنعت شیمیایی آلمان در آن زمان در جهان بی‌همتا بود و در سال ۱۹۱۴ این کشور نیمی از تجهیزات الکتریکی دنیا را تولید می‌کرد.

### جمهوری وایمار و رایش سوم
جنگ جهانی اول بین سال‌های ۱۹۱۴ تا ۱۹۱۸ تأثیر مخربی بر اقتصاد آلمان گذاشت. جان مینارد کینز، اقتصاددان بریتانیایی معتقد است پیمان ورسای که به جنگ جهانی اول پایان داد یکی از عوامل فروپاشی اقتصاد آلمان و جهان پس از جنگ بود. او در کتاب خود با نام تبعات اقتصادی صلح خاطرنشان کرد که این معاهده در واقع یک پیمان صلح کارتاژی بود؛ یعنی این عهدنامه به جای اینکه شرایط پایه‌گذاری اصولی عادلانه برای صلح پایدار بر طبق اصول چهارده‌گانه ویلسون (که آلمان آن را در زمان آتش‌بس پذیرفته بود) را فراهم کند، یک تلاش تلافی‌جویانه از طرف فرانسه برای نابود کردن آلمان بود. کینز استدلال می‌کرد که مجموع غرامتی که آلمان باید به فاتحان جنگ پرداخت می‌کرد، بسیار بیشتر از چیزی بود که توان پرداختش را داشت و این موضوع به بی‌ثباتی شدید در اقتصاد این کشور دامن می‌زد.
در حقیقت مجموع غرامت‌های جنگی که آلمان متعهد به پرداختش شده بود بیش از چیزی بود که هر کس تصورش را می‌کرد. ارزش این غرامت‌ها به ۲۰ میلیارد مارک طلای آلمان می‌رسید که برابر ۵ میلیارد دلار آمریکا یا ۱ میلیارد پوند بریتانیا بود. پرداخت‌های غرامت آلمان به متفقین در سال ۱۹۳۱ پایان یافت. جنگ و معاهده ورسای با تورم لجام گسیخته در اقتصاد آلمان همراه شده بود که بی‌ثباتی شدیدی برای اقتصادی این کشور به بار آورد. ارزش دلار در آلمان از ۸٫۱ مارک در سال ۱۹۱۸ به ۴٫۲ تریلیون مارک در نوامبر ۱۹۲۳ رسید. در سال‌های ۱۹۲۳ تا ۱۹۲۹ با پشتیبانی وام‌های گرفته شده از بانک‌های نیویورک و اصلاحات اقتصادی، ثبات بر اقتصاد آلمان حاکم شد.
در سال ۱۹۳۳ هنگامی که نازی‌ها در آلمان به قدرت رسیدند همچنان درصد بیکاری در آلمان بالا بود. اما کمی بعد با برنامه‌های اجتماعی گسترده‌ای که توسط نازی‌ها انجام شد، همانند پروژه‌های رایشزبان (قطار)، رایشزپست (پست) و رایشزاتوبان (اتوبان)، تا حد زیادی از میزان بیکاری کاسته شد. در سال ۱۹۳۵ آلمان با زیر پا گذاشتن معاهده ورسای، نوسازی تسلیحاتی را در برنامه‌های اقتصادی خود گنجاند.

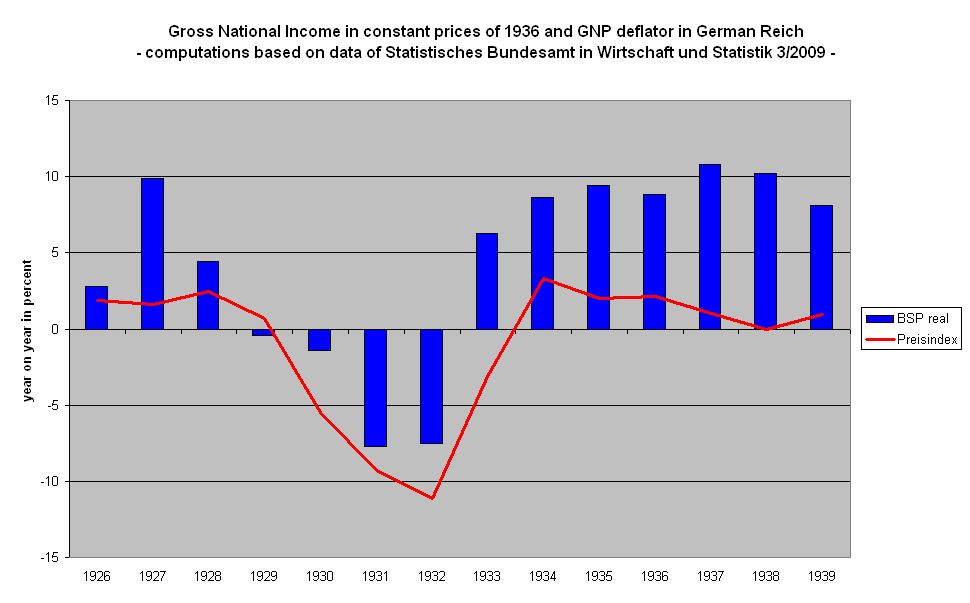
درصد سالانه تغییر تولید ناخالص ملی و شاخص قیمت‌ها در آلمان در سال‌های ۱۹۲۶ تا ۱۹۳۹، منبع: [https://www.destatis.de/DE/Publikationen/WirtschaftStatistik/VGR/RezessionBetrachtung.pdf?__blob=publicationFile داده‌های اداره آمار فدرال آلمان

آمار اشتغال در آلمان از ۱۹۳۲ تا ۱۹۳۵
| (میلیون نفر) | بیکارها | شاغلان |
| ------------ | ------- | ------ |
| اوت ۱۹۳۲     | ۵٫۲     | ۱۲٫۸   |
| اوت ۱۹۳۳     | ۴٫۱     | ۱۴٫۱   |
| اوت ۱۹۳۴     | ۲٫۴     | ۱۵٫۹   |
| اوت ۱۹۳۵     | ۱٫۷     | ۱۷٫۱   |

سیاست‌های مالی انبساطی پس از بحران مالی ۱۹۳۱ (به دلیل آنکه آلمان از استاندارد طلا پیروی نمی‌کرد) توسط یالمار شاخت وزیر اقتصاد آلمان توصیه شد. او در سال ۱۹۳۳ رئیس بانک مرکزی آلمان شد. یالمار شاخت به دلیل عدم همکاری با نازی‌ها در سال ۱۹۳۸ از خدمت منفصل شد و هرمان گورینگ جای او را گرفت. خودکفایی هدف اصلی سیاست‌های تجاری رایش سوم بود. با وجود این آلمان در تأمین مواد اولیه خود در مضیقه بود و مجبور بود که روابط تجاری خود را با سایر کشورها همچنان حفظ کند. اما در تجارت خارجی خود سیاست‌های اقتصادی همچون قراردادهای دوجانبه، کنترل ارزهای خارجی، یارانه برای کالاهای صادراتی و تعرفه‌های وارداتی را اعمال کرد. این برنامه‌ها که از ۱۹ سپتامبر ۱۹۳۴ اعمال شدند، برنامهٔ نو (Neuer Plan) نام گرفتند. برنامهٔ نو بر تجارت با کشورهای توسعه نیافته تأکید می‌کرد. در این برنامه، کشورهای جنوب اروپا به اروپای غربی و شمالی و آمریکای شمالی ارجحیت داشتند. در نهایت آلمان نازی روابط گسترده‌ای با غول‌های تجاری جهان برقرار کرد و در سال ۱۹۳۳ به منظور تشکیل سرویس ملی کار، اتحادیه‌های کارگری را منحل ساخت. تشکیل جبهه کار آلمان برای تعیین ساعات کار، زیبایی کار (SDA) برای بهبود شرایط کاری و قدرت از طریق شادی (KDF) برای مهیا کردن باشگاه‌های ورزشی برای کارگران از دیگر اقدامات نازی‌ها در آن دوره بود. جنگ جهانی دوم پایانی بر شکوفایی اقتصادی آلمان در این دوره بود.

### آلمان غربی

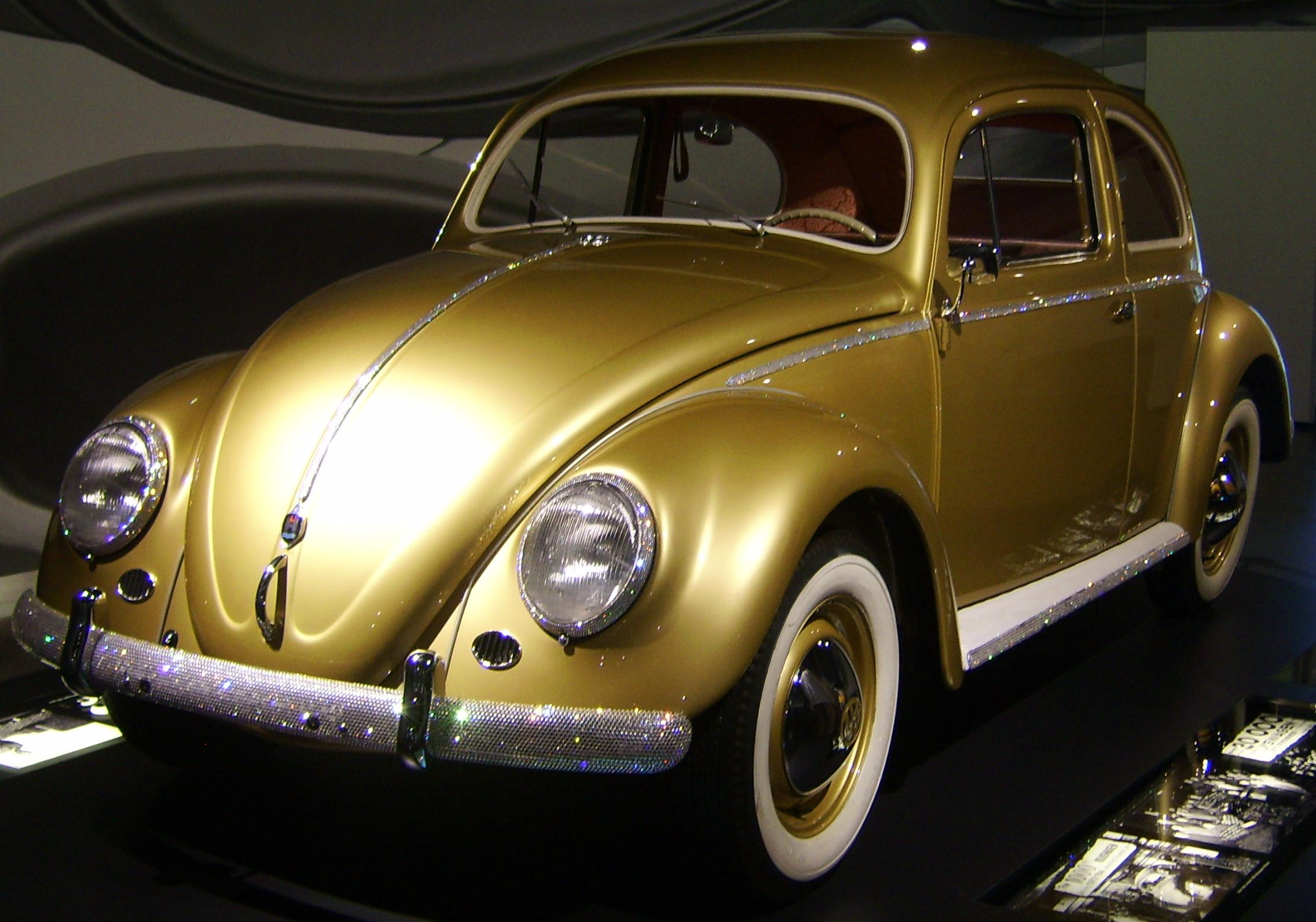
فولکس قورباغه‌ای نماد بازسازی آلمان غربی بود.

پس از پایان جنگ جهانی دوم، جایگزین کردن مارک امپراتوری با مارک آلمان، نقطه آغاز دوره شکوفایی اقتصاد آلمان تحت صدارت عظمای کنراد آدناوئر و وزیر اقتصاد لودویگ ارهارد بود که آلمان را از یک کشور مخروبه به یکی از بزرگ‌ترین اقتصادهای اروپا تبدیل کردند.
برخلاف تصور همگان، طرح مارشال که برای احیای اقتصاد آلمان غربی برنامه‌ریزی شده بود، عامل اصلی معجزه اقتصادی آلمان پس از جنگ نیست. همه کمک‌هایی که طرح مارشال به صورت وام به آلمان اهدا می‌کرد (در کل ۱٫۶۵ میلیارد دلار) بسیار کمتر از میزانی بود که آلمان می‌بایست به‌عنوان غرامت جنگی و همچنین هزینه‌های جاری اشغال به متفقین پرداخت می‌کرد که حدود ۲٫۴ میلیارد دلار در سال بود.
در سال ۱۹۵۳ تصمیم گرفته شد که آلمان ۱٫۱ میلیارد دلار از کمک‌هایی که دریافت کرده را بازپرداخت کند. آخرین قسط بازپرداخت برای ژوئن ۱۹۷۱ برنامه‌ریزی شد. بدیهی است که احیای اقتصاد آلمان در این دوره نمی‌توانست بدون ایجاد یک جهش اولیه اقتصادی به همراه تحول و نوسازی زیرساخت‌های اقتصادی انجام پذیرد که در برنامه بازسازی اقتصادی پیش‌بینی شده بود. در کنار این عوامل، کار زیاد و ساعات کار طولانی و فشرده در دهه‌های ۱۹۵۰، ۱۹۶۰ و اوایل دههٔ ۱۹۷۰ میلادی و همچنین ورود هزاران کارگر میهمان، زمینه اساسی را برای تغییر وضع اقتصادی آلمان فراهم آوردند.

### آلمان شرقی
در اوایل دههٔ ۱۹۵۰ اتحاد جماهیر شوروی از آلمان شرقی غرامت‌هایی را به شکل محصولات کشاورزی و صنعتی مطالبه کرد و خواهان پرداخت غرامت‌های سنگین‌تر از سوی آلمان شد. در این دوره مناطق سیلزی سفلی که سرشار از معادن زغال‌سنگ بود و همچنین شچچین به‌عنوان غرامت‌های جنگی به لهستان واگذار شدند.
در سال ۱۹۸۸ حجم صادرات آلمان غربی به ۳۲۳ میلیارد دلار رسید. در حالی که در همان سال آلمان شرقی ۳۰٫۷ میلیارد دلار کالا صادر کرده بود که ۶۵٪ آن به کشورهای کمونیستی صادر می‌شد. میزان بیکاری آلمان شرقی صفر درصد بود. و در سال ۱۹۷۶ رشد متوسط تولید ناخالص داخلی این کشور ۵٫۹٪ بود.

### اتحاد دو آلمان
با اتحاد دو آلمان در سال ۱۹۹۰ دولت این کشور مراحل تطبیق سیستم‌های اقتصادی دو کشور سابق را آغاز کرد. برنامه‌های اقتصادی دولت، توسعه تدریجی شرق آلمان را برای رسیدن به استاندارهای مناطق غربی تضمین می‌کرد. اما همچنان تاکنون سطح رفاه و درآمد سالانه در مناطق غربی به‌طور چشمگیری از شرق آلمان بالاتر بوده است. اتحاد دوباره آلمان هزینه زیادی در پی داشت و باعث رکود شد. مدرن‌سازی و یکسان‌سازی آلمان شرقی با غرب یک فرایند طولانی مدت است که پیش‌بینی شده تا سال ۲۰۱۹ ادامه پیدا کند. در این مدت حجم انتقال منابع مالی تا ۸۰ میلیارد دلار در سال برآورد می‌شود. میزان بیکاری در این مناطق تا سال ۲۰۱۲ به‌طور پیوسته کاهش یافته و در این سال به کمترین میزان خود در ۲۰ سال قبل از آن رسید.

### آلمان فدرال

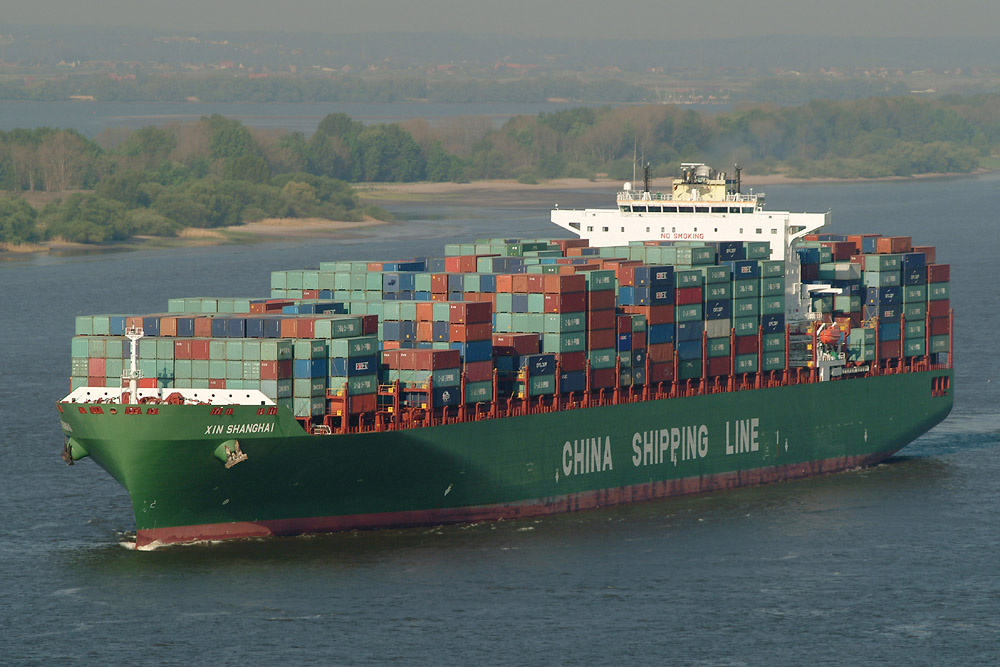
در سال ۲۰۱۳ آلمان بزرگ‌ترین صادرکننده و واردکننده در دنیا بود که بیشترین مازاد تجاری را در دنیا ثبت کرد

اقتصاد آلمان در آغاز سده بیست و یکم وارد مرحله رکود شد و آلمان بدترین رشد اقتصادی خود را در سال‌های ۲۰۰۲ (۱٫۴٪)، ۲۰۰۳ (۱٫۰٪) و ۲۰۰۵ (۱٫۴٪) ثبت کرد. بیکاری نیز شدیداً بالا رفت. هم‌زمان با این رکود، افزایش نسبی سن مردم آلمان نیز فشار مضاعفی بر سیستم تأمین اجتماعی آلمان وارد کرد. این عوامل سبب شد که دولت به یک سری برنامه‌های اصلاحی با نام Agenda2010 در اقتصاد دست بزند که اصلاح بازار کار یکی از آنان بود و با نام هارتس ۱ تا ۵ شناخته می‌شد.
در سال‌های انتهایی دههٔ اول سده ۲۱ام اقتصاد جهانی وارد مرحله شکوفایی شد و باعث شد که آلمان به‌عنوان یکی از کشورهای صادرکنندهٔ برتر در سطح جهانی از این رشد سود ببرد. از سال ۲۰۰۵ تا حدود سال ۲۰۱۸ آلمان دوره دیگری از رشد اقتصادی را تجربه کرد. اصلاحات بازار کار (تعدیل دستمزدها و همچنین تأمین گاز ارزان از روسیه و آزادسازی حمل و نقل) در دولت گرهارد شرودر در سال ۲۰۰۳ و رشد سریع اقتصادی چین و هند باعث افزایش تقاضا برای کالاهای صنعتی آلمان شد. برخی از تحلیل‌گران اصلاحات هارتس را با افزایش رشد اقتصادی و کاهش بیکاری شد مرتبط می‌دانند. اما دسته‌ای دیگر معتقدند که این اصلاحات به کاهش شدید استانداردهای زندگی منجر شد و تأثیراتش بر رشد اقتصادی موقتی و زودگذر بود.
تولید ناخالص داخلی اسمی آلمان در سه‌ماههٔ دوم و سوم سال ۲۰۰۸ تحت تأثیر بحران اقتصادی اروپا و جهان وارد رکود شد. تولید صنعتی در ماه‌های اوت و سپتامبر آن سال تا ۳٫۶٪ سقوط کرد. در ژانویه ۲۰۰۹ دولت آنگلا مرکل یک طرح محرک اقتصادی ۵۰ میلیارد یورویی را برای جلوگیری از گسترش تبعات رکود در بخش‌های مختلف اقتصادی (و جلوگیری از بیکاری که متعاقب آن پیش می‌آمد) تصویب کرد. اقتصاد آلمان در سه‌ماههٔ دوم و سوم سال ۲۰۰۹ از رکود خارج شد که دلیل آن افزایش سفارش‌های واردات و صادرات - در درجه اول خارج از منطقه یورو - و ثبات در میزان تقاضا در بازار بود.
آلمان عضو مؤسس اتحادیه اروپا، گروه هشت و گروه بیست است که در بین سال‌های ۲۰۰۳ تا ۲۰۰۸ بزرگ‌ترین صادرکننده جهان به‌شمار می‌آمد. در سال ۲۰۱۱ آلمان سومین صادرکننده بزرگ و هم‌زمان سومین واردکنندهٔ بزرگ جهان بود. بیشترین صادرات آلمان در حوزه‌های مهندسی از قبیل ماشین‌سازی، خودرو، محصولات شیمیایی و فلزات است. این کشور همچنین از جمله کشورهای پیشرو در ساخت توربین‌های بادی و نیروگاه‌های خورشیدی به‌شمار می‌رود و شهرهای آن هر ساله شاهد برگزاری نمایشگاه‌ها و کنگره‌های تخصصی هستند. سال ۲۰۱۱ برای اقتصاد آلمان یک سال رکوردشکن به حساب می‌آید. شرکت‌های آلمانی در این سال بیش از ۱ تریلیون یورو کالا به خارج صادر کردند که بیشترین میزان در تاریخ این کشور به‌شمار می‌رود. رکورد دیگر، اشتغال ۴۱٫۶ میلیون نفر در این کشور در سال ۲۰۱۱ است. در سال ۲۰۱۲ نیز اقتصاد آلمان نسبت به سایر کشورهای اروپایی رشد خوبی را تجربه کرد.

### رکود در دهه ۲۰۲۰
از اوایل دهه ۲۰۲ اقتصاد آلمان دچار افت شدید شد. این کشور دیگر قدرت جهانی صادرات نیست. فقدان اصلاحات چشمگیر و بروزرسانی اقتصادی و تمرکز بیش از اندازه بر سیاست خارجی و مهم‌تر از هر چیز عقب ماندن آلمان از فناوری الکترونیک به ضرر نوآوری و برنامه‌ریزی اقتصادی بلندمدت تمام شد. عدم سرمایه‌گذاری آلمان در خودروهای برقی باعث عقب افتادگی صنعت خودروسازی شد. آلمان یکی از بدترین شبکه‌های مخابرات سیار در اروپا را دارد و بخش خصوصی و دولتی همچنان از فاکس استفاده می‌کنند. همچنین بسیاری از فروشگاه‌ها هنوز فقط پول نقد می‌پذیرند. صنعت مهندسی مکانیک آلمان خود را با مدل دیجیتال سازگاری ندارد. رشد اقتصادی ۲۰۰۵ تا ۲۰۱۸ باعث وابستگی شدید آلمان به صنایع خودروسازی، شیمیایی و همچنین مهندسی مکانیک شد. آلمان تغییر چشمگیری در تغییر الگوی تولید و مصرف نداشته است.
تمرکز بیش از اندازه دولت آنگلا مرکل بر سیاست خارجی و رشد اقتصادی خوب در آن دوره باعث عدم توجه او به انجام اصلاحات اقتصادی معنادار شد.
همچنین رویدادهایی چون برگزیت، تعرفه‌های ترامپ، حمله روسیه به اوکراین و وابستگی صنایع آلمان به گاز روسیه، گسترش تجارت چین با جهان (که از یک خریدار کالاهای آلمانی به رقیب آن بدل شده)، بحران ۲۰۱۵ مهاجران اروپا، و همه‌گیری کووید-۱۹ باعث افول مدل صنعتی این کشور شدند. بی‌ثباتی سیاسی در آلمان نیز از دلایل دیگر است.

## داده‌های آماری

سطح بهره‌وری نیروی کار در آلمان و اروپا. داده‌های سازمان همکاری اقتصادی و توسعه، ۲۰۱۲

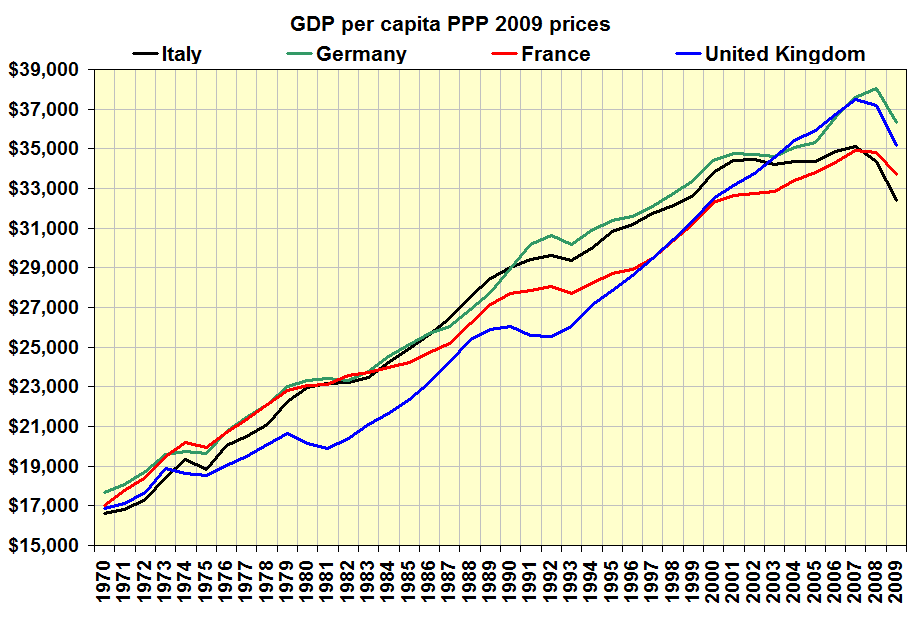
سرانه تولید ناخالص ملی چهار کشور ثروتمند اروپای غربی

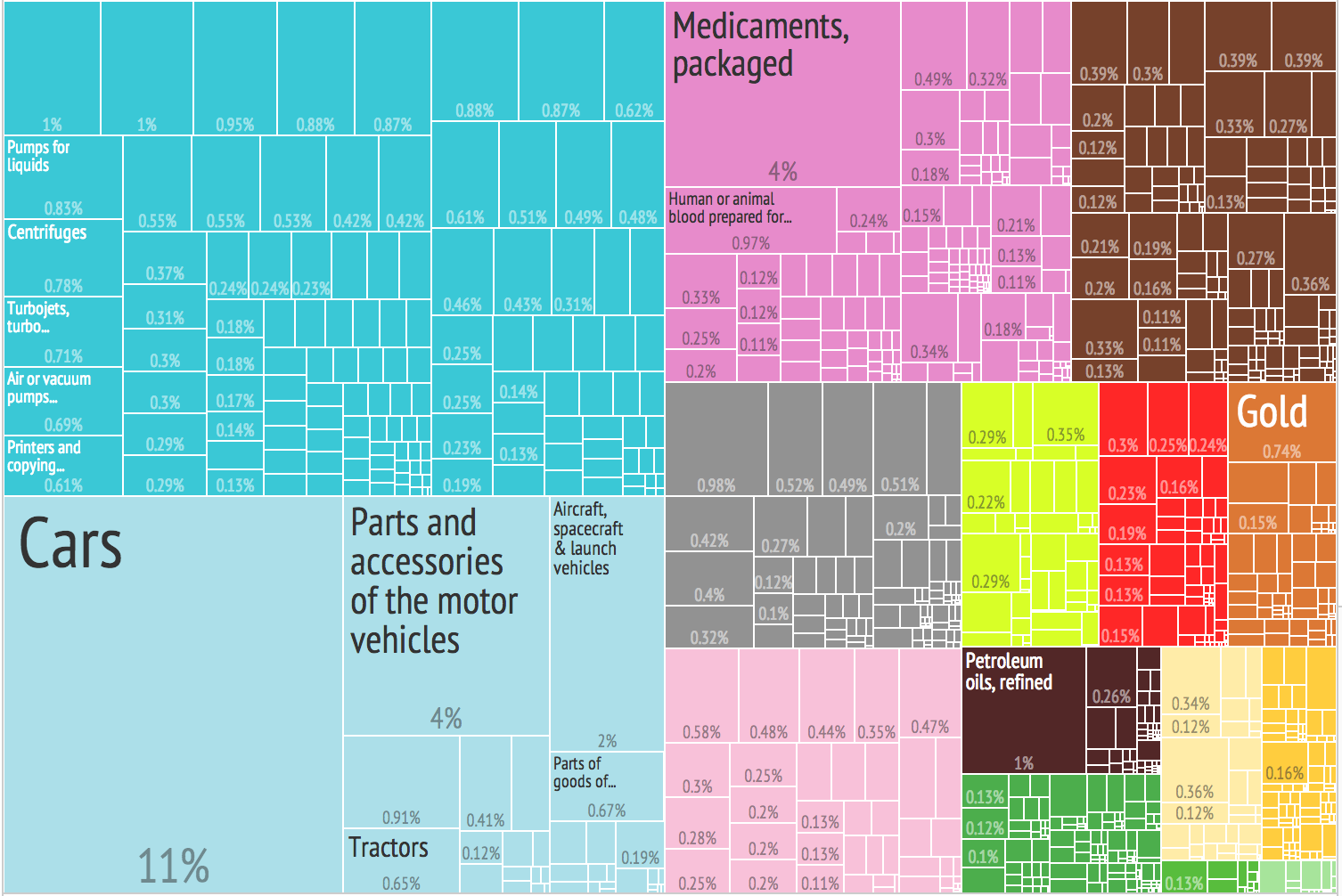
صادرات آلمان بر پایه محصول صادراتی از [http://www.atlas.cid.harvard.edu/explore/tree_map/export/deu/all/show/2012/ دیده‌بان اقتصادی دانشگاه هاروارد

در سال ۲۰۱۵ نرخ بیکاری آلمان ۴٫۸٪ بود. نرخ شاخص مصرف‌کننده نیز ۰٫۶٪ در سال ۲۰۱۴ محاسبه شد. جدول زیر نرخ رشد میانگین غیر فصلی تولید ناخالص ملی آلمان را از سال ۱۹۹۲ تا ۲۰۱۴ نشان می‌دهد.
| سال  | GDP میلیارد یورو | تغییر |
| ---- | ---------------- | ----- |
| ۱۹۹۲ | ۱۶۴۸٫۴۰          | ۱٫۹٪+ |
| ۱۹۹۳ | ۱۶۹۶٫۹۰          | ۱٫۰٪+ |
| ۱۹۹۴ | ۱۷۸۲٫۲۰          | ۲٫۵٪+ |
| ۱۹۹۵ | ۱۸۴۸٫۵۰          | ۱٫۷٪+ |
| ۱۹۹۶ | ۱۸۷۵٫۰۰          | ۰٫۸٪+ |
| ۱۹۹۷ | ۱۹۱۲٫۶۰          | ۱٫۷٪+ |
| ۱۹۹۸ | ۱۹۵۹٫۷۰          | ۱٫۹٪+ |
| ۱۹۹۹ | ۲۰۰۰٫۲۰          | ۱٫۹٪+ |
| ۲۰۰۰ | ۲۰۴۷٫۵۰          | ۳٫۱٪+ |
| ۲۰۰۱ | ۲۱۰۱٫۹۰          | ۱٫۵٪+ |
| ۲۰۰۲ | ۲۱۳۲٫۲۰          | ۰٫۰٪+ |
| ۲۰۰۳ | ۲۱۴۷٫۵۰          | ۰٫۴٪- |
| ۲۰۰۴ | ۲۱۹۵٫۷۰          | ۱٫۲٪+ |
| ۲۰۰۵ | ۲۲۲۴٫۴۰          | ۰٫۷٪+ |
| ۲۰۰۶ | ۲۳۱۳٫۹۰          | ۳٫۷٪+ |
| ۲۰۰۷ | ۲۴۲۸٫۵۰          | ۳٫۳٪+ |
| ۲۰۰۸ | ۲۴۷۳٫۸۰          | ۱٫۱٪+ |
| ۲۰۰۹ | ۲۳۷۵٫۵۰          | ۵٫۱٪- |
| ۲۰۱۰ | ۲۴۹۶٫۲۰          | ۴٫۲٪+ |
| ۲۰۱۱ | ۲۵۹۲٫۶۰          | ۳٫۰٪+ |
| ۲۰۱۲ | ۲۶۴۵٫۰۰          | ۰٫۷٪+ |
| ۲۰۱۳ | ۲۸۰۹٫۴۸          | ۰٫۴٪+ |
| ۲۰۱۴ | ۲۹۱۵٫۶۵          |       |

### شرکت‌ها
از ۵۰۰ شرکت بزرگ جهان که بر اساس میزان درآمد در فهرست فورچون گلوبال ۵۰۰ قرار گرفته‌اند، ۳۷ شرکت متعلق به آلمان هستند. سهام ۳۰ شرکت آلمانی نیز در فهرست دکس، بازار سهام آلمان قرار دارند. مشهورترین برندهای آلمانی عبارتند از مرسدس بنز، بی‌ام‌و، اس.آ. پ، زیمنس، آدیداس، فولکس‌واگن، آئودی، آلیانتس، پورشه، بایر، ب.آ.اس. اف، بوش و نیوآ.
در بین سال‌های ۱۹۹۱ تا ۲۰۱۰، ۴۰٬۳۰۱ ادغام در شرکت‌های آلمان به ارزش ۲٬۴۲۲ میلیارد یورو به ثبت رسید. بزرگ‌ترین نقل و انتقالات، خریداری شرکت مانسمان توسط وودافون به ارزش ۲۰۴٫۸ میلیارد یورو و ادغام شرکت دایملر-بنز و کرایسلر و تشکیل شرکت‌های دایملرکرایسلر به ارزش ۳۶٫۲ میلیارد یورو بود.

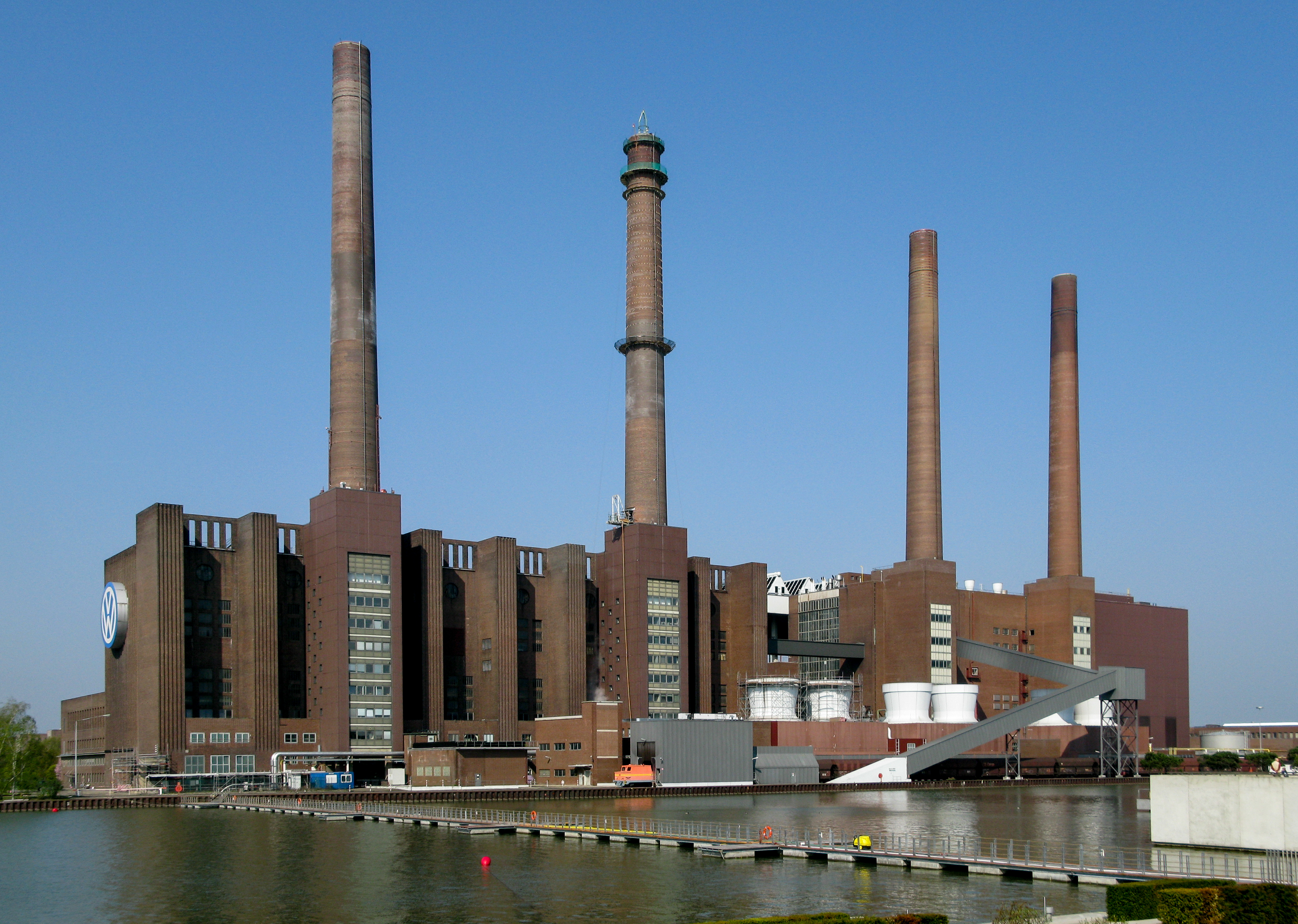
کارخانه مرکزی فولکس‌واگن در وولفسبورگ

این لیست بزرگ‌ترین شرکت‌های آلمانی را از لحاظ درآمد نشان می‌دهد.
| رتبه | نام         | دفتر مرکزی   | درآمد (میلیون یورو) | سود (میلیون یورو) | تعداد کارمندان (در دنیا) |
| ---- | ----------- | ------------ | ------------------- | ----------------- | ------------------------ |
| 0۱   | فولکس‌واگن   | وولفسبورگ    | ۱۵۹٬۰۰۰             | ۱۵٬۸۰۰            | ۵۰۲٬۰۰۰                  |
| 0۲   | ا. آن       | دوسلدورف     | ۱۱۳٬۰۰۰             | ۱٬۹۰۰-            | ۷۹٬۰۰۰                   |
| 0۳   | دایملر آ گ  | اشتوتگارت    | ۱۰۷٬۰۰۰             | ۶٬۰۰۰             | ۲۷۱٬۰۰۰                  |
| 0۴   | زیمنس       | برلین، مونیخ | ۷۴٬۰۰۰              | ۶٬۳۰۰             | ۳۶۰٬۰۰۰                  |
| 0۵   | BASF SE     | لودویگسهافن  | ۷۳٬۰۰۰              | ۶٬۶۰۰             | ۱۱۱٬۰۰۰                  |
| 0۶   | بی‌ام‌و       | مونیخ        | ۶۹٬۰۰۰              | ۴٬۹۰۰             | ۱۰۰٬۰۰۰                  |
| 0۷   | مترو آگ     | دوسلدورف     | ۶۷٬۰۰۰              | ۷۴۰               | ۲۸۸٬۰۰۰                  |
| 0۸   | لیدل        | نکازاولم     | ۶۳٬۰۰۰              | نامشخص            | ۳۱۵٬۰۰۰                  |
| 0۹   | دویچه تلکوم | بن           | ۵۹٬۰۰۰              | ۶۷۰               | ۲۳۵٬۰۰۰                  |
| 0۱۰  | دویچه پست   | بن           | ۵۳٬۰۰۰              | ۱٬۳۰۰             | ۴۷۱٬۰۰۰                  |
| —    | آلیانتس     | مونیخ        | ۱۰۴٬۰۰۰             | ۲٬۸۰۰             | ۱۴۱٬۰۰۰                  |
| —    | دویچه بانک  | فرانکفورت    | ۲٬۱۶۰٬۰۰۰           | ۴٬۳۰۰             | ۱۰۱٬۰۰۰                  |

## منطقه اقتصادی
آلمان، یک مرکز اقتصادی واحد ندارد و بخش‌های مختلف اقتصادی در نقاط مختلف آن متمرکز شده‌اند. بازار سهام آلمان در شهر فرانکفورت مستقر است. در حالی که برلتسمان که بزرگ‌ترین شرکت چندرسانه‌ای آلمان است در گوترزلوه قرار دارد. وولفسبورگ، اشتوتگارت و مونیخ مراکز صنعت خودروسازی آلمان هستند. آلمان حامی سیاست همگرایی بیشتر کشورهای اروپایی در زمینه‌های سیاسی و اقتصادی است. سیاست‌های اقتصادی این کشور عمدتاً از طریق موافقت‌نامه‌های بین کشورهای اتحادیه اروپا و قوانین بازار اروپایی تعیین می‌شوند. آلمان در روز ۱ ژانویه ۱۹۹۹ یورو، یکای پول مشترک اتحادیه اروپا را معرفی کرد. سیاست‌های پولی آلمان توسط بانک مرکزی اروپا که در فرانکفورت مستقر است وضع می‌شوند.
اقتصاد ایالت‌های جنوبی آلمان همانند هسن، بادن-وورتمبرگ و بایرن از ایالت‌های شمالی قوی‌تر است. منطقه رور که در غرب آلمان بین شهرهای بن و دورتموند قرار دارد قدیمی‌ترین و همچنین قوی‌ترین اقتصاد را در بین مناطق آلمان دارد. اقتصاد این منطقه بر منابع طبیعی و صنایع سنگین متمرکز است. ۲۷ شرکت از ۱۰۰ شرکت بزرگ آلمان در این منطقه قرار دارند. با وجود این در سال اخیر شاهد بیکاری فراینده‌ای بوده که در سال ۲۰۱۰ به ۸٫۷٪ رسید.
اقتصاد ایالت‌های بایرن و بادن-وورتمبرگ (که با بیکاری به ترتیب ۴٫۵٪ و ۴٫۹٪ کمترین میزان بیکاری را در آلمان دارا هستند) بر تولید محصولات باارزش متکی است. مهم‌ترین بخش‌های اقتصادی این منطقه خودروسازی، الکترونیک، صنایع هواوفضا و داروسازی هستند. بزرگ‌ترین صنایع خودروسازی و ماشین‌آلات آلمان در بادن-وورتمبرگ مستقر هستند که از این میان می‌توان از کارخانه‌های مرسدس-بنز، پورشه و بوش نام برد.
آلمان در ژوئیه ۲۰۱۴ قانون تعیین حداقل حقوق ۸٫۵ یورو در ساعت را به تصویب رساند که از ابتدای ژانویه ۲۰۱۵ به مرحله اجرا درآمد.

### ایالت‌های آلمان
| ایالت‌ها           | رتبه | GDP (یورو) | GDP (دلار آمریکا) | درصد از کل GDP |
| ----------------- | ---- | ---------- | ----------------- | -------------- |
| آلمان             |      | ۲٬۷۳۷٫۶۰۰  | ۳٬۶۳۵٫۷۰۷         | ۱۰۰            |
| نوردراین-وستفالن  | ۱    | ۵۹۹٫۷۵۰    | ۷۹۶٫۵۲۸           | ۲۱٫۹۱          |
| بایرن             | ۲    | ۴۸۷٫۹۹۰    | ۶۴۸٫۱۰۰           | ۱۷٫۸۳          |
| بادن-وورتمبرگ     | ۳    | ۴۰۷٫۲۴۰    | ۵۴۰٫۸۵۵           | ۱۴٫۸۸          |
| نیدرزاکسن         | ۴    | ۲۳۸٫۹۸۰    | ۳۱۷٫۳۸۹           | ۸٫۷۳           |
| هسن               | ۵    | ۲۳۵٫۶۸۰    | ۳۱۳٫۰۰۷           | ۸٫۶۱           |
| راینلاند فالتس    | ۶    | ۱۲۱٫۵۸۰    | ۱۶۱٫۴۷۰           | ۴٫۴۴           |
| برلین             | ۷    | ۱۰۹٫۱۹۰    | ۱۴۵٫۰۱۵           | ۳٫۹۹           |
| زاکسن             | ۸    | ۹۹٫۸۹۰     | ۱۳۲٫۶۶۴           | ۳٫۶۵           |
| هامبورگ           | ۹    | ۹۷٫۷۳۰     | ۱۲۹٫۷۹۵           | ۳٫۵۷           |
| شلسویگ-هولشتاین   | ۱۰   | ۷۸٫۷۰۰     | ۱۰۴٫۵۲۱           | ۲٫۸۷           |
| براندنبورگ        | ۱۱   | ۵۹٫۱۳۰     | ۷۸٫۵۳۱            | ۲٫۱۶           |
| تورینگن           | ۱۲   | ۵۱٫۰۳۰     | ۶۷٫۷۷۳            | ۱٫۸۶           |
| زاکسن-آنهالت      | ۱۳   | ۵۳٫۰۰۰     | ۷۰٫۳۸۹            | ۱٫۹۴           |
| مکلنبورگ-فورپومرن | ۱۴   | ۳۷٫۰۶۰     | ۴۹٫۲۱۹            | ۱٫۳۵           |
| زارلاند           | ۱۵   | ۳۲٫۰۶۰     | ۴۲٫۵۷۹            | ۱٫۱۷           |
| برمن (ایالت)      | ۱۶   | ۲۸٫۵۸۰     | ۳۷٫۹۵۷            | ۱٫۰۴           |

### ثروت
آلمان ثروتمندترین کشور اروپا است. این کشور بعد از آمریکا و چین بالاترین تعداد میلیونرهای جهان (با ثروت بیش از ۵۰ میلیون دلار) را دارد.
بنا بر آمارهای رسمی که در سال ۲۰۱۸ میلادی منتشر شد، دارایی‌ها و ثروت ۴۵ نفر از شهروندان آن کشور برابر ثروت نیمی از جمعیت ۸۲ میلیونی آن کشور است.
فهرست زیر اسامی ده میلیونر اول آلمان را بر اساس میزان ثروت و دارای سالیانه نشان می‌دهد که توسط نشریه فوربس در ۴ مارس ۲۰۱۴ منتشر شده است.
1. ۲۵٫۰ میلیارد دلار کارل آلبرشت
2. ۲۱٫۱ میلیارد دلار دیتر شوارتس
3. ۱۹٫۳ میلیارد دلار تئو آلبرشت
4. ۱۸٫۴ میلیارد دلار مایکل اوتو
5. ۱۷٫۴ میلیارد دلار سوزان کلاتن
6. ۱۴٫۹ میلیارد دلار اشتفان کواندت
7. ۱۴٫۴ میلیارد دلار جرج اف. دبلیو. شافلر
8. ۱۲٫۸ میلیارد دلار یوهانا کواندت
9. ۱۰٫۴ میلیارد دلار کلاوس-مایکل کوهنه
10. ۸٫۸ میلیارد دلار هاسو پلاتنر

وولفسبورگ در مرکز آلمان بیشترین میزان درآمد سرانه آلمان با ۱۲۸٬۰۰۰ دلار در سال را دارا است. فهرست زیر ۱۰ شهر آلمان با بیشترین میزان درآمد سرانه را نشان می‌دهد که توسط مؤسسه مطالعات اقتصادی کلن تهیه شده است.
1. ۱۲۸٬۰۰۰ دلار وولفسبورگ، نیدرزاکسن
2. ۱۱۴٬۲۸۱ دلار فرانکفورت، هسه
3. ۱۰۸٬۳۴۷ دلار شواینفورت، بایرن
4. ۱۰۴٬۰۰۰ دلار اینگولشتات، بایرن
5. ۹۹٬۳۸۹ دلار رگنسبورگ، بایرن
6. ۹۲٬۵۲۵ دلار دوسلدورف، نوردراین-وستفالن
7. ۹۲٬۴۶۴ دلار لودویگسهافن، راینلند-فالتس
8. ۹۱٬۶۳۰ دلار ارلانگن، بایرن
9. ۹۱٬۱۲۱ دلار اشتوتگارت، بادن-وورتمبرگ
10. ۸۸٬۶۹۲ دلار اولم، بادن-وورتمبرگ